# Прогноза (медицина)
Вижте пояснителната страница за други значения на Прогноза.
Прогноза в медицината или като медицинска прогноза е научно предположение за вероятното протичане на заболяването и изхода от него, вид предсказание обосновано с факти. Една прогноза може да бъде добра, лоша, много лоша, неблагоприятна, несигурна, съмнителна. Успешната медицина се дължи именно на прогнозата. Една прогноза може да бъде дългосрочна (след 12 месеца) или краткосрочна (28 дни).